# Seyl Reẕā
Seyl Reẕā (persiska: سيل رضا) är en ort i Iran.   Den ligger i provinsen Lorestan, i den västra delen av landet, 300 km sydväst om huvudstaden Teheran. Seyl Reẕā ligger 1 909 meter över havet och antalet invånare är 105.
Terrängen runt Seyl Reẕā är kuperad.Runt Seyl Reẕā är det ganska tätbefolkat, med 72 invånare per kvadratkilometer. Närmaste större samhälle är Aznā, 14,7 km öster om Seyl Reẕā. Trakten runt Seyl Reẕā består i huvudsak av gräsmarker.